# 自由民主党総務会
自由民主党総務会（じゆうみんしゅとうそうむかい）は、自由民主党において党大会・両院議員総会に次ぐ党の意思決定機関であり、常設機関としては党内最高意思決定機関である。定員は25名。議長は総務会長が務める。

## 概説
自由民主党の総務会は25名の総務をもって構成され、党の運営及び国会活動に関する重要事項を審議決定する。とはいえ、総務会が党の役員会に決定を一任する事例もある。幹事長をはじめとする党内人事の指名に関する承認権限も持っているが、事前に総裁に一任するか、追認する事例がほとんどである。
定員は1960年以降、長らく30名であったが、2001年に奇数の31名に増え、2009年の第45回衆議院議員総選挙において自民党が大敗し、大幅に議員を減らした際に25名に減員した。2012年の第46回衆議院議員総選挙において大勝し、大幅に議員が増えたが、定員は据え置いたままになっている。
与党時代に、内閣が国会に提出する議案は、閣議決定前に総務会で事前承認されることが原則となっている。これは赤城宗徳総務会長が池田内閣の大平正芳官房長官への1962年2月23日付けの申し入れがきっかけとなった。総務会で可決された法案には「党議拘束がかからない」とする旨の文言がある場合を除いて、党議拘束がかかる慣例となっている。また、党則では総務会は多数決が明示されているものの、党内に亀裂を残さないために事前にオブザーバーにあたる総裁や幹事長など党幹部の同意を得て全会一致を原則とすることが慣例化されている。ただし小泉純一郎が総裁に就任してからは、総務会による事前審査なしでの政府案提出や多数決による採決が行われることもないわけではない。総務会決議による党議拘束を解除するには、党則によると党大会もしくは両院議員総会における議決が必要であるが、過去に例はない。
党運営について重要な点は、総務は党内各グループから均等に選出される傾向があるため各グループの代理人といえること、また決議が全会一致が慣例となっていること、議題に反対する総務がいる場合は反対意見を述べた上で退席し形式的に全会一致としていることである。これにより次のような効果がある。まず、総務を通じて党内各グループの了承を得なければ、予算案や法案を提出できない点がある。次に総務を通じてグループが反対意見を表明できることから、グループ間の決定的な亀裂を防ぐ効果がある。また総裁が党内の信任を失った場合、総務会を通じて党議拘束等で影響力を行使できなくなるため、両院議員総会によらず早期の退陣を促す効果がある。

## 総務
総務は自民党党則第39条により次の1～3の定めるところによって選任すると規定されている。
1. 党所属の衆議院議員の公選による者 11名
  - 注）11の比例代表ブロックごとに置かれているブロック両院議員会によって1名ずつ選出されている[3]。
2. 党所属の参議院議員の公選による者 8名
  - 注）実質的には参議院執行部が選出している[3]。
3. 総裁の指名による者 6名
  - 注）総務会長はこの枠に含まれている[3]。残る5名は実質的には総裁、幹事長、総務会長の合議により選出されている[3]。

## 総務会名簿
令和六年十一月二十九日
- 総務会長 鈴木俊一
- 会長代行 逢沢一郎
- 会長代理 梶山弘志 （衆）
- 会長代理 野上浩太郎 （参）
- 副会長 上川陽子 古川禎久 松本剛明（衆）
- 副会長 山田俊男 山田宏 （参）
- 総務 伊藤達也 うえの賢一郎 加藤鮎子 木原稔 小林鷹之 小森卓郎 河野太郎 深澤陽一 向山淳 森英介 山口俊一 （衆）
- 総務 猪口邦子 北村経夫 中曽根弘文 藤木眞也 松村祥史 （参）

## 総務会長

### 全会一致
総務会長は総務会の議長を担当する。幹事長、政務調査会長、選挙対策委員長と合わせて党四役と呼ばれる。党の総合戦略調整機関である役員会に参加できる。
総務会長は党則上は総務の中から互選されるが、議事としては総裁への一任で決定されている。複数の有力派閥等の調整を経た上で選出されるケースとほぼ総裁の一存で選出されるケースがあり党内事情において決定される。任期は1年であり、任期途中で辞職した場合は新任者の任期は前任者の残任期間までである。総裁が新たに選任した場合は在任期間に関わらず、総務会長の任期は終了となる。
退席を除き全会一致が原則である総務会を円滑に取りまとめるため、総務会長には調整型や長老級の政治家が多く起用される。党をまとめる裏方の業務のため、党のスポークスパーソンと見られやすい幹事長や政調会長よりメディア露出は少ない。こうした理由からステップアップの登竜門的性格が比較的薄く、党三役の中では、のちに総裁となった例が最も少ない。

## 歴代の総務会長
| 自由民主党総務会長 | 自由民主党総務会長 | 自由民主党総務会長 | 自由民主党総務会長 | 自由民主党総務会長 |
| 代                 | 氏名               | 在任期間           | 所属派閥           | 総裁               |
| ------------------ | ------------------ | ------------------ | ------------------ | ------------------ |
| 1                  | 石井光次郎         | 1955年-1956年      | 石井派             | 鳩山一郎           |
| 2                  | 砂田重政           | 1956年-1957年      | 河野派             | 石橋湛山           |
| 2                  | 砂田重政           | 1956年-1957年      | 河野派             | 岸信介             |
| 3                  | 佐藤栄作           | 1957年-1958年      | 佐藤派             | 岸信介             |
| 4                  | 河野一郎           | 1958年-1959年      | 河野派             | 岸信介             |
| 5                  | 益谷秀次           | 1959年             | 池田派             | 岸信介             |
| 6                  | 石井光次郎         | 1959年-1960年      | 石井派             | 岸信介             |
| 7                  | 保利茂             | 1960年-1961年      | 佐藤派             | 池田勇人           |
| 8                  | 赤城宗徳           | 1961年-1963年      | 岸派               | 池田勇人           |
| 9                  | 藤山愛一郎         | 1963年-1964年      | 藤山派             | 池田勇人           |
| 10                 | 中村梅吉           | 1964年-1965年      | 河野派             | 池田勇人           |
| 10                 | 中村梅吉           | 1964年-1965年      | 河野派             | 佐藤栄作           |
| 11                 | 前尾繁三郎         | 1965年-1966年      | 前尾派             | 佐藤栄作           |
| 12                 | 福永健司           | 1966年             | 前尾派             | 佐藤栄作           |
| 13                 | 椎名悦三郎         | 1966年-1967年      | 川島派             | 佐藤栄作           |
| 14                 | 橋本登美三郎       | 1967年-1968年      | 佐藤派             | 佐藤栄作           |
| 15                 | 鈴木善幸           | 1968年-1971年      | 前尾派             | 佐藤栄作           |
| 16                 | 中曽根康弘         | 1971年-1972年      | 中曽根派           | 佐藤栄作           |
| 17                 | 鈴木善幸           | 1972年-1974年      | 大平派             | 田中角栄           |
| 18                 | 灘尾弘吉           | 1974年-1976年      | 旧石井派           | 三木武夫           |
| 19                 | 松野頼三           | 1976年             | 福田派             | 三木武夫           |
| 20                 | 江﨑真澄           | 1976年-1977年      | 田中派             | 福田赳夫           |
| 21                 | 中曽根康弘         | 1977年-1978年      | 中曽根派           | 福田赳夫           |
| 22                 | 倉石忠雄           | 1978年-1979年      | 福田派             | 大平正芳           |
| 23                 | 鈴木善幸           | 1979年-1980年      | 大平派             | 大平正芳           |
| 24                 | 二階堂進           | 1980年-1981年      | 田中派             | 鈴木善幸           |
| 25                 | 田中龍夫           | 1981年-1982年      | 福田派             | 鈴木善幸           |
| 26                 | 細田吉蔵           | 1982年-1983年      | 福田派             | 中曽根康弘         |
| 27                 | 金丸信             | 1983年-1984年      | 田中派             | 中曽根康弘         |
| 28                 | 宮澤喜一           | 1984年-1986年      | 鈴木派             | 中曽根康弘         |
| 29                 | 安倍晋太郎         | 1986年-1987年      | 安倍派             | 中曽根康弘         |
| 30                 | 伊東正義           | 1987年-1989年      | 宮澤派             | 竹下登             |
| 31                 | 水野清             | 1989年             | 宮澤派             | 宇野宗佑           |
| 32                 | 唐沢俊二郎         | 1989年-1990年      | 中曽根派           | 海部俊樹           |
| 33                 | 西岡武夫           | 1990年-1991年      | 宮澤派             | 海部俊樹           |
| 34                 | 佐藤孝行           | 1991年-1993年      | 渡辺派             | 宮澤喜一           |
| 35                 | 木部佳昭           | 1993年-1995年      | 旧渡辺派           | 河野洋平           |
| 36                 | 武藤嘉文           | 1995年             | 旧渡辺派           | 河野洋平           |
| 37                 | 塩川正十郎         | 1995年-1996年      | 旧三塚派           | 橋本龍太郎         |
| 38                 | 森喜朗             | 1996年-1998年      | 旧三塚派           | 橋本龍太郎         |
| 39                 | 深谷隆司           | 1998年-1999年      | 旧渡辺派－山崎派   | 小渕恵三           |
| 40                 | 池田行彦           | 1999年-2000年      | 加藤派             | 小渕恵三           |
| 40                 | 池田行彦           | 1999年-2000年      | 加藤派             | 森喜朗             |
| 41                 | 小里貞利           | 2000年             | 加藤派             |                    |
| 42                 | 村岡兼造           | 2000年-2001年      | 橋本派             |                    |
| 43                 | 堀内光雄           | 2001年-2004年      | 堀内派             | 小泉純一郎         |
| 44                 | 久間章生           | 2004年-2006年      | 旧橋本派－津島派   | 小泉純一郎         |
| 45                 | 丹羽雄哉           | 2006年-2007年      | 丹羽・古賀派       | 安倍晋三           |
| 46                 | 二階俊博           | 2007年-2008年      | 二階派             | 安倍晋三           |
| 46                 | 二階俊博           | 2007年-2008年      | 二階派             | 福田康夫           |
| 47                 | 笹川堯             | 2008年-2009年      | 無派閥             | 福田康夫           |
| 47                 | 笹川堯             | 2008年-2009年      | 無派閥             | 麻生太郎           |
| 48                 | 田野瀬良太郎       | 2009年-2010年      | 山崎派             | 谷垣禎一           |
| 49                 | 小池百合子         | 2010年-2011年      | 無派閥             | 谷垣禎一           |
| 50                 | 塩谷立             | 2011年-2012年      | 町村派             | 谷垣禎一           |
| 51                 | 細田博之           | 2012年             | 町村派             | 安倍晋三           |
| 52                 | 野田聖子           | 2012年-2014年      | 無派閥             | 安倍晋三           |
| 53                 | 二階俊博           | 2014年-2016年      | 二階派             | 安倍晋三           |
| 54                 | 細田博之           | 2016年-2017年      | 細田派             | 安倍晋三           |
| 55                 | 竹下亘             | 2017年-2018年      | 竹下派             | 安倍晋三           |
| 56                 | 加藤勝信           | 2018年-2019年      | 竹下派             | 安倍晋三           |
| 57                 | 鈴木俊一           | 2019年-2020年      | 麻生派             | 安倍晋三           |
| 58                 | 佐藤勉             | 2020年-2021年      | 麻生派             | 菅義偉             |
| 59                 | 福田達夫           | 2021年-2022年      | 細田派－安倍派     | 岸田文雄           |
| 60                 | 遠藤利明           | 2022年-2023年      | 谷垣G              | 岸田文雄           |
| 61                 | 森山裕             | 2023年-2024年      | 森山派             | 岸田文雄           |
| 62                 | 鈴木俊一           | 2024年-現職        | 麻生派             | 石破茂             |

- ※…形式上な派閥解消または派閥離脱は実質的な所属派閥を記載
- 斜字体は総裁派閥出身の総務会長
- 太字は後に総裁に就任した人物

## 他党の総務会
自由民主党以外の政党では、改革クラブ（2008年結党、のちの新党改革）が総務会を設置していたが、2010年の党名変更に伴い総務会長の役職は「事務総長」に名称が変更されている。
民主党は1999年に次の内閣の設置に伴い総務会を廃止した。ただし、都議会民主党は総務会を設置していた。他には、自民党の前身政党やかつて存在していた新進党や新党さきがけ、保守党、自由連合が総務会を設置していたことがある。2018年に結成された国民民主党では総務会が設置された。これは、前身である民主党や民進党では常任幹事会で決めた方針に従わない議員が出て混乱に陥り「決められない党」と批判された経緯から、自民党の方式を取り入れて政策決定システムを整える狙いがあった。
公明党は2014年の党大会で党規約を改正し、「中央幹事会」を常設の最高議決機関として明確に位置付け、中央幹事会会長の職を新設した。この中央幹事会会長は自民党総務会長に当たる役職である。
他の政党では党幹部による会議の決議によって党議拘束をかける政党が多い。